# Каваками (Нара)
Каваками (яп. 川上村 Каваками-мура) — село в Японии, находящееся в уезде Йосино префектуры Нара. Площадь села составляет 269,16 км², население — 1392 человека (1 августа 2014), плотность населения — 5,17 чел./км².

## Географическое положение
Село расположено на острове Хонсю в префектуре Нара региона Кинки. С ним граничат город Мацусака, посёлки Ёсино, Одай и сёла Куротаки, Тенкава, Камикитаяма, Хигасиёсино.

## Население
Население села составляет 1392 человека (1 августа 2014), а плотность — 5,17 чел./км². Изменение численности населения с 1980 по 2005 годы:
| 1980 | 4151 чел. |  |
| 1985 | 3481 чел. |  |
| 1990 | 3093 чел. |  |
| 1995 | 2821 чел. |  |
| 2000 | 2558 чел. |  |
| 2005 | 2045 чел. |  |

## Символика
Деревом села считается криптомерия, цветком — керрия, птицей — Parus varius.